# Amazonas
Der Amazonas (auch portugiesisch Rio Amazonas, spanisch Río Amazonas, in Brasilien oberhalb der Einmündung des Rio Negro bei Manaus Rio Solimões, früher Rio Orellana) ist ein Strom im nördlichen Südamerika. Etwa 300 km südlich des Äquators durchquert er das im Westen von den Anden umrahmte, von tropischem Regenwald geprägte Amazonasbecken von Peru ostwärts, berührt die äußerste Südgrenze Kolumbiens und fließt weiter durch die brasilianischen Bundesstaaten Amazonas und Pará bis zum Atlantik. Der Amazonas ist mit einer mittleren Wasserführung von 206.000 m³/s der mit Abstand wasserreichste Fluss der Erde und führt an der Mündung mehr Wasser als die sechs nächstkleineren Flüsse zusammen und ca. 70-mal so viel wie der Rhein.
Seinen Namen führt der Strom erst ab dem Zusammentreffen seiner beiden Quellflüsse Marañón und Ucayali in Peru, unterbrochen allerdings durch den brasilianischen Abschnitt oberhalb der Stadt Manaus mit dem Namen Rio Solimões.
Der in Brasilien meist mehrere Kilometer breite Fluss hat eine relativ ausgeglichene Wasserführung, da die Hochwasserphasen der Nebenflüsse jahreszeitlich verschoben auf den äquatornahen Hauptstrom treffen. Dennoch kann er die angrenzenden bewaldeten Alluvialflächen (Várzea) auf einer Breite von bis zu 60 km überschwemmen.
In zwei Hauptarmen durchströmt er die Inselwelt des fast 200 km breiten Mündungsbereichs, der zudem über Tidengewässer mit dem Pará-Ästuar verbunden ist und so die große Insel Marajó abtrennt.

## Länge
Die Diskussion um die Gesamtlänge des Amazonas und die damit verbundene Frage, ob er – speziell im Vergleich zur ähnlich langen Gesamtstrecke des Nils – als der längste Fluss der Erde anzusprechen ist, wird seit etwa 1950 verstärkt und teilweise emotional geführt. Die angegebenen Gesamtlängen hängen unter anderem vom gewählten Messweg ab und schwanken zwischen der zu Beginn der 1970er Jahre in Nachschlagewerken etablierten Angabe von rund 6400 km und der 2007 von Forschern des Brasilianischen Raumforschungsinstituts Instituto Nacional de Pesquisas Espaciais (INPE) mithilfe von Satellitenfotos berechneten, jedoch umstrittenen Länge von 6992 km. Diese Zahl erzeugte mediales Interesse und wird z. B. auch in der Encyclopædia Britannica zitiert. Auch ältere Schätzungen, die den gleichen Messweg zugrunde legten, sahen bereits die Schwelle von 7000 km überschritten. Die INPE hat auch den Nil einschließlich seiner Zuflüsse neu vermessen und schätzt ihn im Ergebnis um etwa 140 km kürzer ein als den Amazonas. Chinesische Wissenschaftler kamen dagegen in einer 2009 veröffentlichten Studie durch Einbeziehung eines anderen Quellflusses auf eine Nillänge von 7088 km und auf eine Amazonaslänge von 6575 km. Beobachter wie die Encyclopædia Britannica halten das Wettrennen grundsätzlich weiterhin für offen.
Bis in die 1930er Jahre wurde die Länge des Amazonas über den wasserreicheren, aber kürzeren Quellfluss Marañón gemessen. Die heute über den längsten Strang des Amazonas gelegte Messstrecke geht vom Quellgebiet des längeren Quellflusses Ucayali aus. Sie hatte kartografischen Messungen aus dem Jahr 1969 zufolge über den kürzesten Fließweg eine Gesamtlänge von 6448 km. Als offizielle Zahl galt seit den 1980er Jahren ein Mittelwert von 6788 km, der aus der kürzesten Fließstrecke von 6400 km und der Strecke des längeren Fließwegs über den längsten Abflussarm des Mündungsgebiets von mehr als 7000 km gebildet wurde. Schon mit diesem Mittelwert konnte der Amazonas als der längste Fluss der Erde gelten. Die messtechnisch genauere Messung aus dem Jahr 2007 geht von der 1996 von Jacek Palkiewicz ermittelten und 2007 bestätigten entferntesten Amazonas-Quelle in der Region Arequipa in Peru aus. Vor allem aber legt sie im Mündungsgebiet den längstmöglichen Abflussweg zugrunde und bezieht dabei nicht nur die südlich um die Insel Marajó herumführenden Tidekanäle in den Messweg ein, sondern folgt im weiteren Verlauf der Meeresbucht des Rio Pará und anschließend, die Tocantins-Mündung passierend, die Marajó-Bucht (Baía de Marajó), mit deren Austritt in den offenen Atlantik der Messweg endet. Diese Streckenführung ist umstritten, wurde aber in Brasilien schon länger vertreten, da die beiden Flussmündungen aufgrund ihrer komplexen Wechselwirkungen als Gesamtsystem zu betrachten seien. Unabhängig von den jeweils gemessenen längsten Fließwegen des Flusssystems sind die Abschnitte des Flusssystems, die tatsächlich den Namen Amazonas führen, erheblich kürzer.

## Name

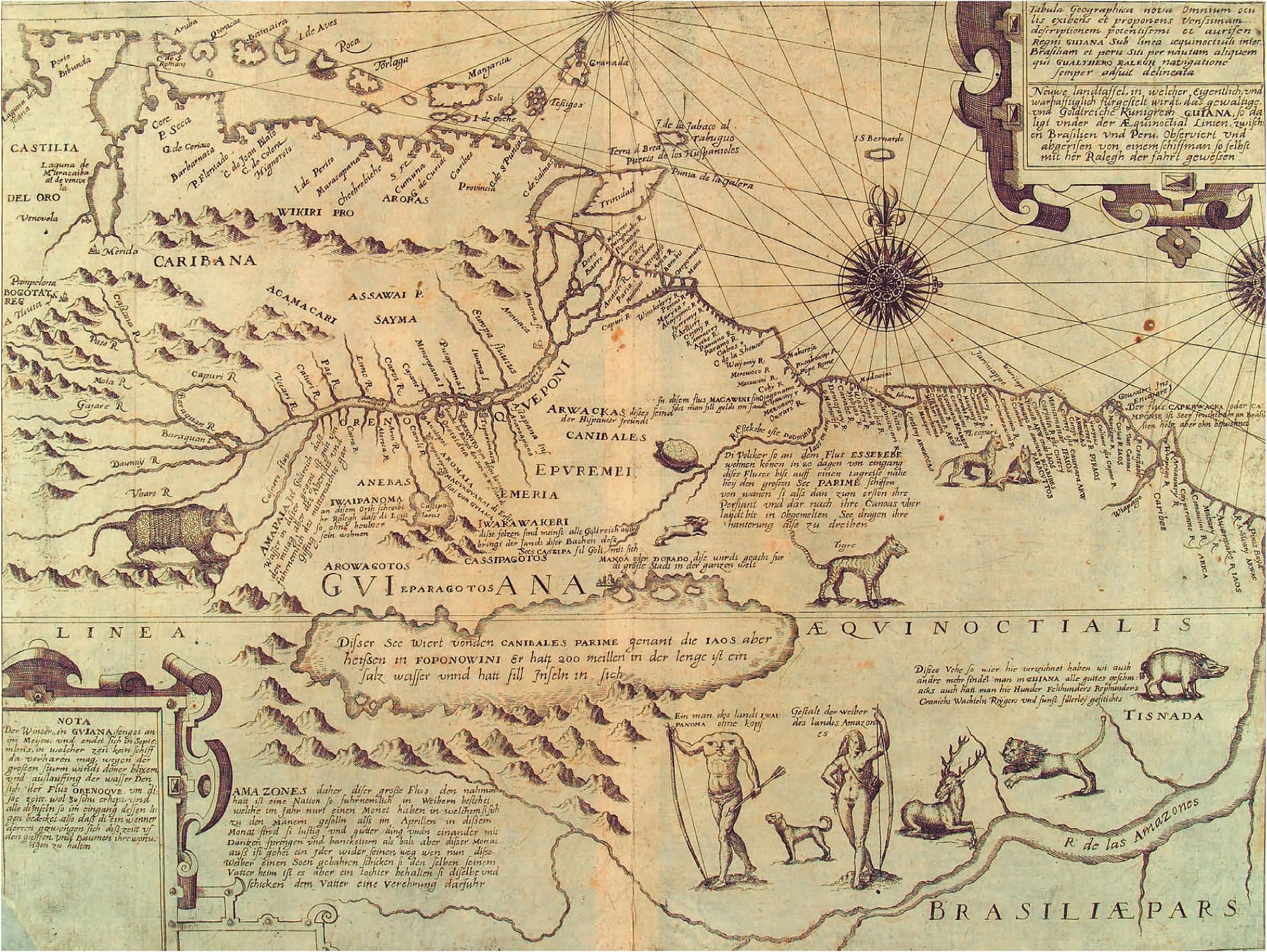
Karte Amazoniens (1599) von Theodor de Bry mit Darstellung von Amazonen, Kopflosen und anderen Fabelwesen unter Berufung auf Sir Walter Raleigh

Ursprünglich hatte der Fluss abschnittweise wechselnde Bezeichnungen, die von den jeweiligen indigenen Anrainern verwendet wurden. Ein solcher ursprünglicher Name hat sich in der portugiesischen Bezeichnung Solimões bis heute erhalten, die offiziell für den brasilianischen Oberlauf bis zum Zusammenfluss mit dem Rio Negro verwendet wird. Der Spanier Vicente Yáñez Pinzón, der den Fluss als erster europäischer Entdecker erkundete, nannte ihn wegen des im offenen Meer vor der Mündung anzutreffenden Süßwassers Río Santa María de la Mar Dulce, kurz Mar Dulce („Süßwassermeer“). Später, nach 1502, war der Fluss den Portugiesen als Rio Grande („Großer Fluss“) bekannt, ein auch für mehrere andere Flüsse Brasiliens verwendeter Name. Die Spanier nannten ihn seit 1513 Río Marañón, eine Bezeichnung, von der nicht völlig klar ist, ob sie aus einer indigenen Sprache stammt oder auf das spanische Wort maraña zurückgeht, was so viel wie „Gewirr“ bedeutet und vielleicht als Hinweis auf das unübersichtliche Durcheinander der vielfach verzweigten Wasserläufe zu verstehen ist. Dieser Name war in der spanischsprachigen Geografie über längere Zeit vorherrschend und hat sich im Namen des nördlichen Quellflusses und der gleichnamigen peruanischen Provinz Marañón sowie am Unterlauf im Namen des brasilianischen Bundesstaates Maranhão erhalten. Möglicherweise leitet sich auch der Name der Mündungsinsel Marajó aus derselben sprachlichen Wurzel ab.
Die Herkunft des Namens Amazonas ist nicht vollständig geklärt. Meist wird er darauf zurückgeführt, auf der Reise des Francisco de Orellana (der 1540 mit der Gonzalo-Pizarro-Expedition von Ecuador her aufgebrochen war und im Januar 1542 den heutigen Amazonasstrom erreichte und als Erster bis zur Atlantikmündung durchfuhr) hätten die spanischen Entdecker indianische Kriegerinnen gesehen und den Fluss daher nach den sagenhaften Amazonen benannt. Der Chronist der Expedition, der Dominikaner Gaspar de Carvajal, schildert in seinem Reisetagebuch die angeblich im Juni 1542 stattgefundene Begegnung mit „sehr hellhäutigen und groß gewachsenen Frauen, die ihr sehr langes Haar zu Zöpfen geflochten um den Kopf gewickelt tragen und sehr stämmig gebaut sind.“ Sie kämpften wild und entschlossen „wie Anführer an der Spitze der Indios“. Später verhörten die Spanier einen gefangenen Indianer, der von den eigentümlichen Lebensgewohnheiten dieser Kämpferinnen berichtet haben soll. Daraufhin habe Orellana sich entschlossen, den Fluss „Strom der Amazonen“ zu nennen.
Diese möglicherweise legendarische Erklärung für die Namensgebung, die den damals gängigen Vorstellungen der Europäer entsprach, wonach in Amerika Amazonen und andere außergewöhnliche Wesen und Monster lebten, war bereits wenige Jahrzehnte nach der Entdeckungsfahrt Orellanas unter Seeleuten und Entdeckern bekannt. Sie wurde zuerst von Gonzalo Fernández de Oviedo († 1557) überliefert, der persönlich mit Gaspar de Carvajal über die Erlebnisse sprach und die Bezeichnung der Kriegerinnen als „Amazonen“ ausdrücklich „im übertragenen Sinn“ verstanden wissen wollte, und später von Richard Hakluyt (1589), Walter Raleigh (1596) und vom Inca Garcilaso de la Vega (1609) verbreitet.
Anderen Hypothesen zufolge könnte der Name auf das indianische Wort Amassona zurückgehen, was so viel wie „Schiffezerstörer“ bedeutet und mit dem einige indianische Völker die im Unterlauf des Amazonas auftretenden Gezeitenwellen bezeichneten (siehe hierzu Pororoca).
Im Deutschen setzte sich der Name Amazonas im 19. Jahrhundert durch, bis etwa 1800 war der Name Amazonenfluss und bis ins frühe 20. Jahrhundert auch die Bezeichnung Amazonenstrom geläufig.
Der Fluss Amazonas gab seinerseits dem Amazonasbecken sowie mehreren gleichnamigen Verwaltungseinheiten in Brasilien, Venezuela, Kolumbien und Peru ihre Namen. Auch der Begriff Amazonien, eine eher unscharfe Bezeichnung für das tropische Regenwald- und Amazonasgebiet insgesamt, leitet sich vom Namen des größten südamerikanischen Flusses her.

## Verlauf

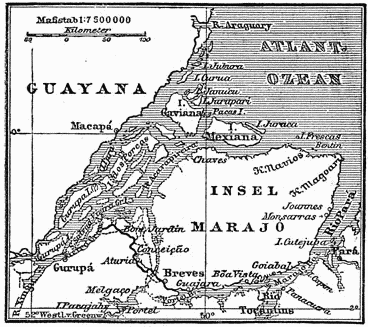
Historische Karte der Amazonasmündung aus Meyers Konversationslexikon 1888

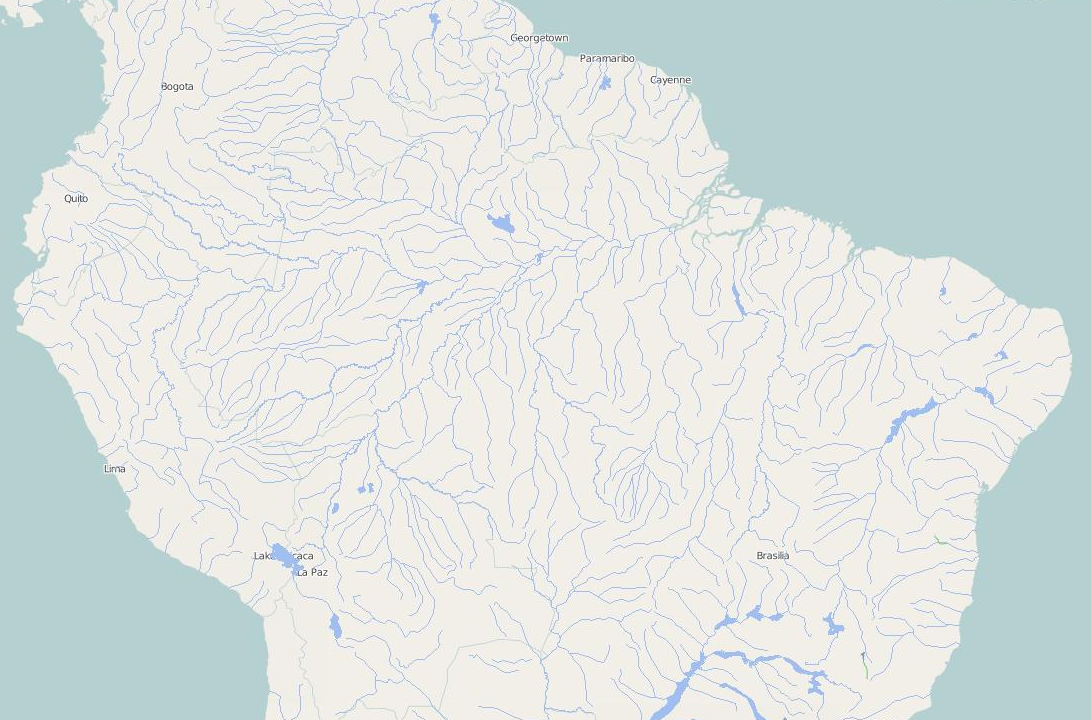
Flussverlauf des Amazonas
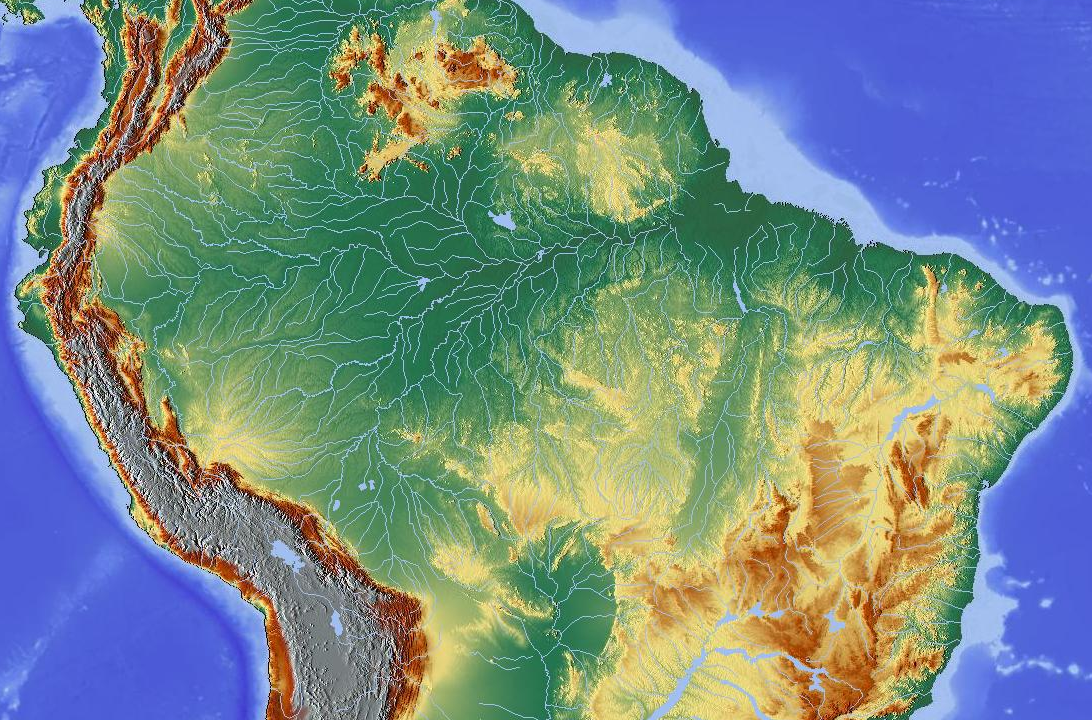
Amazonas mit Reliefkarte
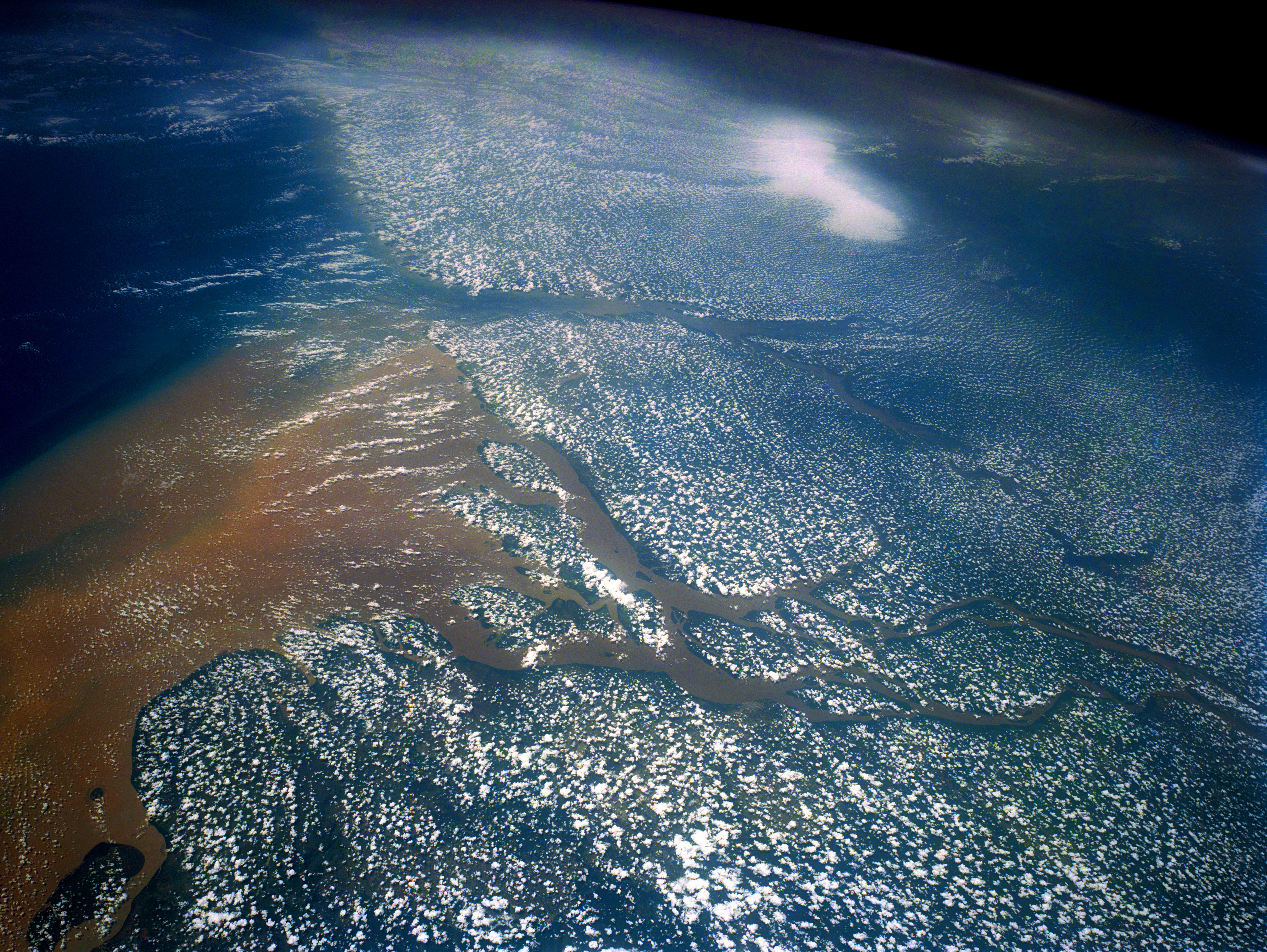
Flussdelta des Amazonas

### Quellflüsse
Die beiden Quellflüsse des Amazonas entspringen in den peruanischen Anden. Der nördliche, 1600 km lange Marañón ist wasserreicher und muss darum hydrologisch als Hauptquellfluss des Amazonas angesehen werden. Sein Ursprung in drei flachen Seen oberhalb des Lago Lauricocha wurde 1909 von Wilhelm Sievers festgelegt. Gelegentlich wurde auch ein Nebenfluss des Marañón, der Río Huallaga, als Quellfluss des Amazonas bezeichnet. Als Schifffahrtsweg ist der Huallaga bedeutender als der Marañón.

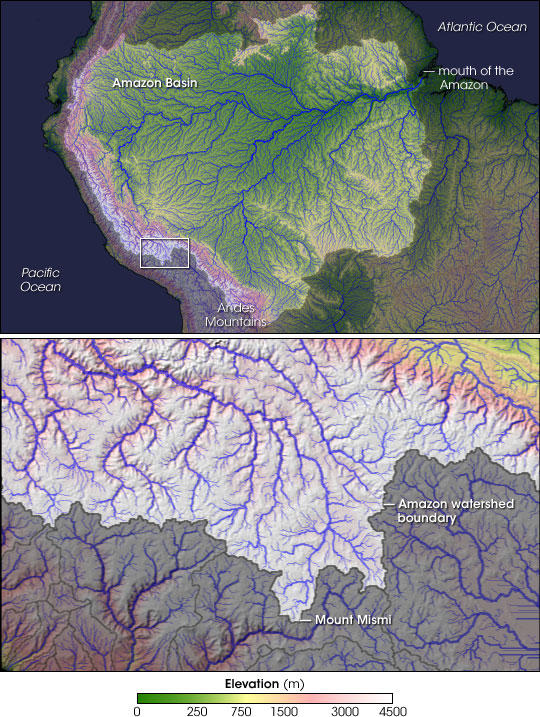
Quellgebiete des Amazonas in den östlichen Anden

Der südliche Quellfluss, der Ucayali, ist einschließlich mehrerer anders benannter Oberlaufabschnitte mit 2670 km deutlich länger als der Marañón. Schon die kartografischen Vermessungen Ende der 1960er Jahre bezogen sich auf das Quellgebiet des Ucayali, die genaue Lage der für die Längenmessung des Amazonas maßgeblichen Quelle war damals aber noch unklar. Seit 1971 wurde die mündungsfernste Quelle des Amazonas in der Schlucht Carhuasanta am Nordhang des 5597 m hohen Gletschermassivs Nevado Mismi zwischen Cusco und Arequipa angenommen, rund 160 km westlich der am Nordende des Titicacasees liegenden Stadt Juliaca. Dieses Quellgebiet liegt wesentlich weiter südlich als die bis dahin ins Auge gefassten Quellen.
Der in 5186 m Höhe entspringende Carhuasanta-Bach ist ein Zufluss des 1975 endgültig als Amazonas-Quellfluss anerkannten Río Apurímac. Bis Mitte der 1990er Jahre war die Carhuasanta-Schlucht als Amazonasquelle allgemein akzeptiert. Die Lage der Quellregion in Südperu wurde im Jahr 2000 auch durch Daten der Shuttle Radar Topography Mission (SRTM) der NASA sowie GPS-Messungen einer Feldexpedition der National Geographic Society bestätigt.

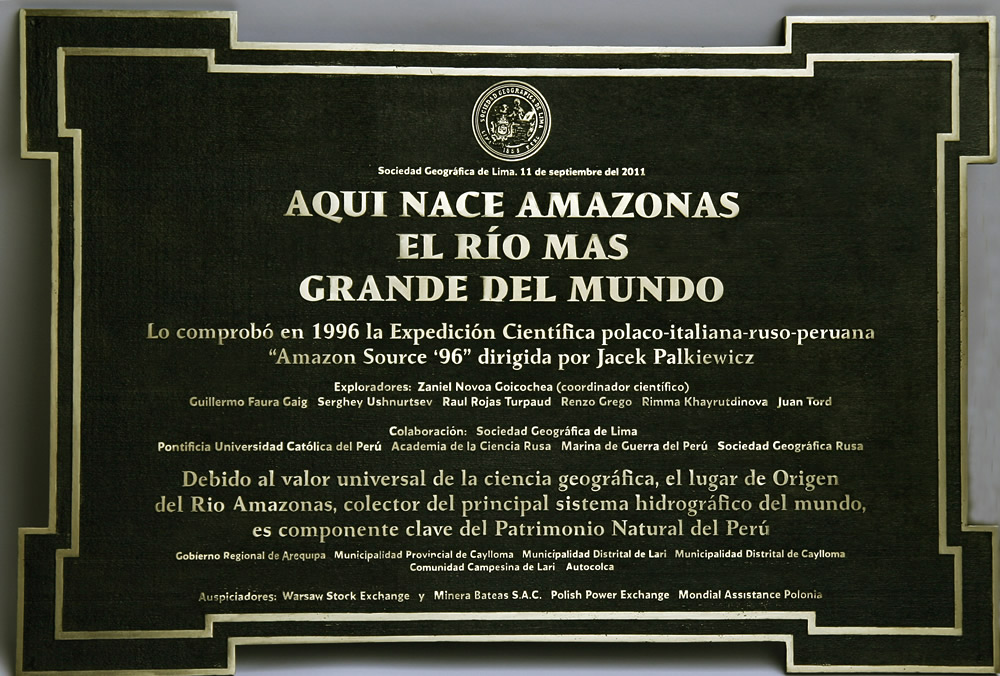
Offizielle, am 11. September 2011 errichtete Markierungstafel der Quelle oberhalb der Apacheta-Schlucht

Im Juni 2007 besuchte eine peruanisch-brasilianische Expedition, die aus Forschern des peruanischen Instituto Geográfico Militar, der peruanischen Wasserbehörde ANA, des brasilianischen Geografischen Instituts IBGE und des Raumforschungsinstituts INPE bestand, sowohl die Carhuasanta-Schlucht als auch die wenige Kilometer westlich davon gelegene Apacheta-Schlucht am Nevado Quehuisha (Kiwicha-Berg) im Distrikt Lari in der Provinz Caylloma, dem 5170 m hohen Nachbarberg des Mismi, wo ebenfalls ein Quellbach entspringt. Dieser Gletscherbach, der schon 1996 von einem internationalen Expeditionsteam unter Jacek Palkiewicz, einem Geografen der Royal Geographical Society, als maßgebliche Amazonasquelle vorgeschlagen worden war, erwies sich als ganzjährig wasserführend und etwa 10 km länger als der zuvor als Quellfluss betrachtete Carhuasanta. Seit 2007 ist die Quelle in der Apacheta-Schlucht daher als die mündungsfernste Amazonas-Quelle anerkannt und wird seit dem 11. September 2011 durch eine offizielle Markierungstafel der Geographischen Gesellschaft von Lima als Quelle des Amazonas ausgewiesen.
Die Quellbäche Apacheta und Carhuasanta bilden gemeinsam den Lloqueta, der seinerseits nach 13 km in den Río Hornillos mündet, der sich nach 32 km mit dem Apurímac vereinigt. Nach insgesamt 730,7 km findet dieser seine Fortsetzung im Río Ene (180,6 km), danach im Río Tambo (158,5 km). Der Fluss bildet schließlich über weitere 1600,1 km den Unterlauf des Río Ucayali. Oberhalb von Iquitos in Peru vereinigt sich dieser mit dem Marañón zum Amazonas, der dann allerdings nach dem Übertritt nach Brasilien auf einer längeren Strecke zunächst den Namen Solimões annimmt.
Die Frage der entferntesten Amazonas-Quelle wurde 2014 von zwei Wissenschaftlern erneut aufgeworfen, die neben dem Río Apurímac einen anderen Ucayali-Zufluss als noch weiter entfernte Wasserquelle des Amazonas identifiziert haben, die allerdings anders als der Apurímac keinen kontinuierlichen Zufluss liefert. Es handelt sich um den Río Mantaro, einen Quellfluss des Río Ene, dessen entfernteste Quelle etwa 150 km nordöstlich von Lima in der Umgebung des Lago Junín in einer tropennäheren Region Perus liegt und der Studie zufolge 75–92 km weiter von der Amazonas-Mündung entfernt ist als das Quellgebiet am Nevado Mismi.

### Amazonas und Solimões
Die erste Großstadt am Amazonas ist Iquitos, das Zentrum des peruanischen Amazonastieflandes. Zwischen der peruanisch-brasilianischen Grenze und der Einmündung des Rio Negro bei Manaus heißt der Amazonas Rio Solimões. Manaus war zwischen 1870 und 1910 Zentrum der Kautschukgewinnung am Amazonas und wird im Zentrum von Bauten dieser Zeit geprägt. Dem Amazonas strömen auf den folgenden 140 km die beiden weltgrößten Nebenflüsse, Rio Negro und Rio Madeira, zu. Der danach vier bis zehn Kilometer breite Fluss wird von einem 20 bis 60 km breiten Saum aus Schwemmland begleitet, der nur auf den Uferwällen (Restingas) besiedelbar ist. Ansonsten ist das Amazonastiefland von einem gleichmäßig zertalten sandig-lehmigen Hügelland geprägt, der Terra firme (= festes Land). Bei Óbidos tritt es unmittelbar an den Strom heran und erzeugt eine nur 1670 m breite Engstelle ⊙⊙ (Garganta do Amazonas).
Der Amazonas und seine Nebenflüsse aus den Anden haben den postglazialen Meeresspiegelanstieg durch Aufsedimentierung ihrer Flussbetten ausgeglichen. Dagegen wurden die anderen Nebenflüsse mit sehr viel geringerer Sedimentfracht lediglich angestaut und bilden nun vor ihrer Mündung in den Amazonas teils große, seeartige Aufweitungen wie der Río Negro, der Río Xingú oder der Rio Tapajós.

### Mündungsgebiet
Die Mündung des Amazonas bildet ein großes Ästuardelta. Es besteht aus den Flussarmen Canal Norte (40 % des Abflusses) und Canal Sul (56 % des Abflusses), die sich zu Ästuaren aufweiten und zusammen ein Delta bilden, dessen Sedimentablagerungen sich im Schelfbereich vor der Küste den Kontinentalhang hinabziehen.
Rund 100 km südlich der beiden Hauptarme liegt das weit landeinwärts reichende Buchtensystem Bahia de Guajará und Rio Pará, in das der Rio Tocantins und andere Flüsse münden. In den Rio Pará mündete früher auch der südlichste Mündungsarm des Amazonas. Er wurde inzwischen durch Sedimentierung nahezu abgetrennt. Einige natürliche Kanäle (Furos), die von den wechselnden Gezeitenströmen offen gehalten werden, leiten aber noch immer etwa 3 bis 4 % des Amazonaswassers in den Rio Pará und teilen zugleich die Insel Marajó ab.

### Große Städte und Nebenflüsse

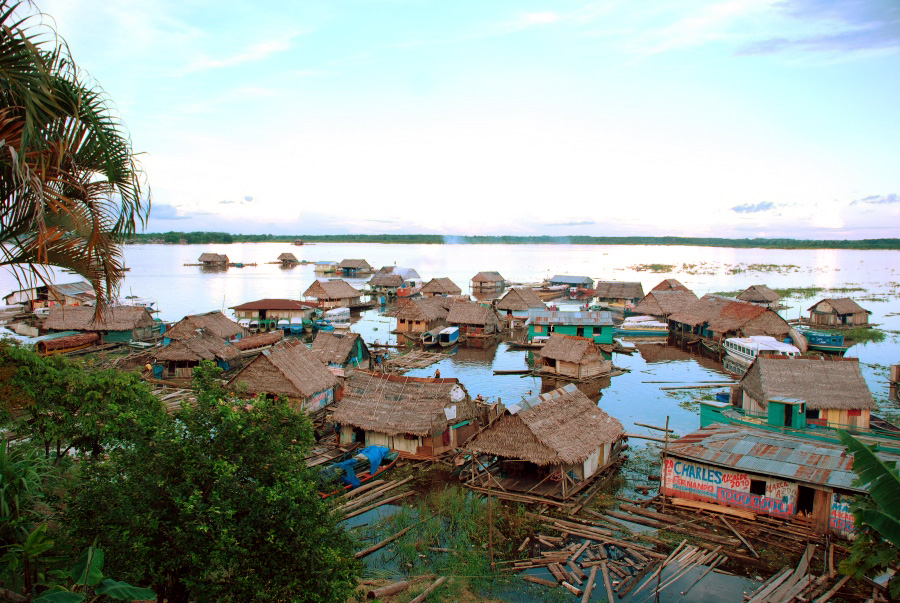
Schwimmendes Dorf auf dem Amazonas bei Iquitos

Am Amazonas liegen nur sehr wenige Städte. Noch am Quellfluss Ucayali liegt Pucallpa. Die größte Stadt am Amazonas ist Iquitos, nahe der Vereinigung der Quellflüsse. Die Städte Manaus und Belém liegen entgegen verbreiteter Ansicht nicht am Amazonas; Manaus am Río Negro, 12 km oberhalb der Mündung, und Belém am Rio Pará (an der Bahia de Guajará) südlich der Amazonasmündung. Weitere große Städte am Amazonas sind Macapá und Santarém. Parintins, mit etwa 112.000 Einwohnern die zweitgrößte Stadt im brasilianischen Bundesstaat Amazonas, liegt etwa 450 km flussabwärts von Manaus auf der Insel Tupinambarana im Amazonas, einer der größten Flussinseln der Welt.
In den Amazonas münden etwa 10.000 Nebenflüsse, von denen über 100 schiffbar und 17 über 1600 km lang sind (Rhein: 1236 km).
Li=Linker Zufluss
Re=Rechter Zufluss

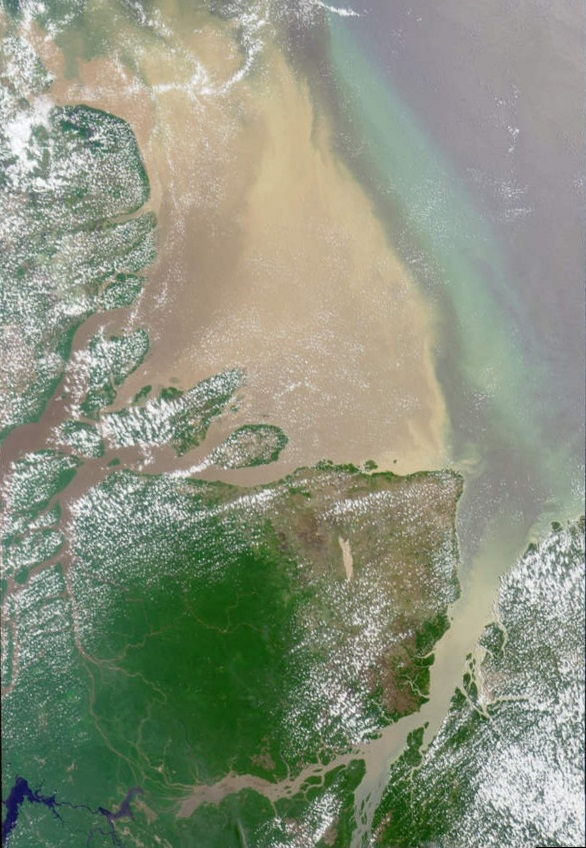
Mündungsgebiet des Amazonas

- Rechter, längerer Quellfluss Río Ucayali: Nach einer Strecke von 730 km vereinigt sich der Río Apurímac mit dem Río Mantaro zum Río Ene und wird zum Río Tambo, der (bei Kilometer 1070) in den Río Ucayali mündet.
- Linker, wasserreicherer Quellfluss: Río Marañón
- Iquitos
- Li: Río Napo
- Grenze Peru/Brasilien, ab hier Rio Solimões
- Li: Japurá
- Re: Rio Juruá
- Re: Rio Purus
- Li: Rio Negro, bei Manaus, ab hier wieder Rio Amazonas
  - Li: Rio Branco
  - Li: Manaus am Rio Negro, Hauptstadt des Bundesstaates Amazonas in Brasilien
- Re: Rio Madeira
- Li: Rio Trombetas
  - Re: Rio Nhamundá
  - Li: Rio Paru do Oeste
- Re: Rio Tapajós, bei Santarém
- Li: Rio Paru
- Re: Rio Xingu
- Flussaufspaltung im Delta
- Li: Rio Jari
- Macapá

## Hydrologie

### Wasserführung und Sedimentfracht
An seiner Mündung führt der Amazonas im Jahresmittel etwa 206.000 m³/s Wasser (6600 km³/a) dem Atlantik zu; das sind 17 Prozent der weltweiten Ozeanzuflüsse. Der Einfluss der Gezeiten reicht noch rund 800 Kilometer flussaufwärts bis zur Stadt Óbidos, die an einer fast 90 Meter tiefen Engstelle des Flusses (mit ca. 2 km Breite) liegt.
Mittlere Monatsabflüsse (in m³/s) am Pegel Óbidos
(Höhe: 1 m, Einzugsgebiet: 4.640.300 km², auf Basis der Werte von 1928 bis 1996)
Jährlich werden an der Stadt Óbidos, etwa 800 km vor der Mündung, 1,2 Milliarden Tonnen Sediment vorbeitransportiert. Davon erreichen etwa 75 Prozent den Atlantik, die restlichen 25 Prozent werden auf den unteren 800 Flusskilometern abgelagert.

### Bifurkationen und Gewässer wechselnder Fließrichtung
Das westliche Amazonastiefland ist ein Teil der Vorlandsenke östlich der Anden. Die Übergänge zu den nördlich und südlich angrenzenden Ebenen östlich der Anden sind so unmerklich, dass es in beiden Fällen zu kontinentweiten Flussbifurkationen gekommen ist. Im Norden zweigt der Brazo Casiquiare vom Orinoco ab, und im Süden gibt es eine Bifurkation an der Grenze zum Einzugsgebiet des Río Paraguay.
Im Amazonastiefland sind infolge des geringen Gefälles (30 Meter auf den letzten 800 Kilometern) die Unterläufe der Nebenflüsse vielfach durch natürliche Kanäle miteinander verbunden. Diese Gewässer können je nach Wasserspiegel der benachbarten Flüsse wechselnde Fließrichtungen haben. Ähnliches gilt auch für die Furo genannten Gezeitenkanäle bei der Stadt Breves, die die 49.000 km² große Insel Marajó vom Kontinent abtrennen. Eine Passage ist für Ozeanschiffe geeignet und stellt eine wichtige Verbindung zwischen dem Amazonas und dem Hafen Belém dar.

### Marine Einflüsse

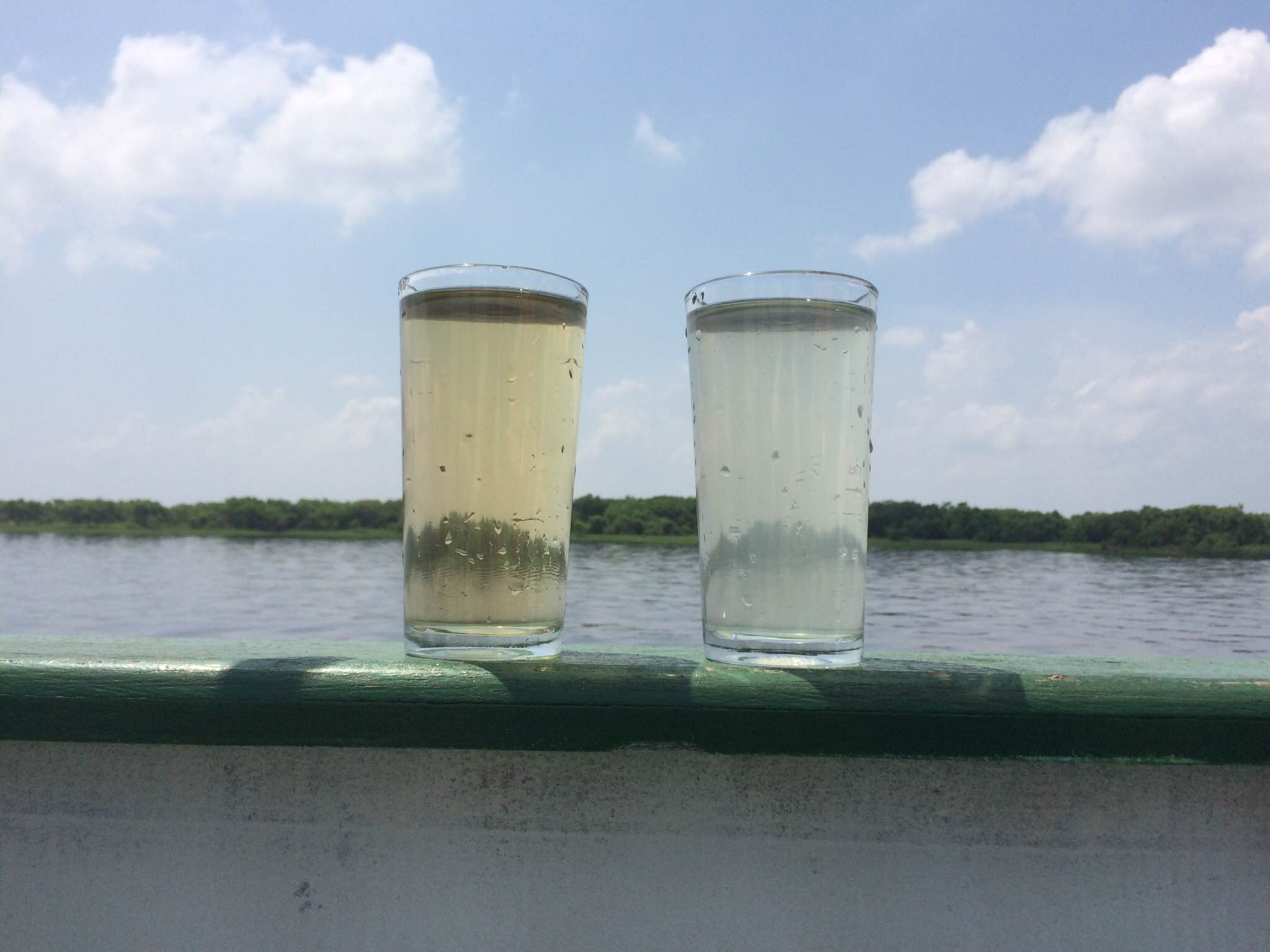
Links das transparente, bräunliche Wasser des Rio Negro und rechts das schwebstoffreiche des Rio Solimões

Unterhalb der Enge von Óbidos beginnt bereits der Einfluss von Ebbe und Flut, eine Durchmischung mit Salzwasser findet in den sich ästuarhaft aufweitenden Stromrinnen jedoch nicht statt, im Gegensatz zu den südöstlich benachbarten Meeresbuchten des Rio Pará im Mündungsbereich des Tocantins. Der Grund liegt in den Wassermassen des Stroms, die zwar vom atlantischen Äquatorialstrom nach Nordwesten abgedrängt werden, aber dennoch die salzige Wasseroberfläche weit über 100 km ins offene Meer hinausdrängen.
Einige Male im Jahr rollt eine bis zu vier Meter hohe Gezeitenwelle mit der einsetzenden Flut vom Atlantik her den Amazonas und bestimmte Zuflüsse mehrere Kilometer flussaufwärts. Nach der Bezeichnung poroc-poroc, was in der Tupi-Sprache etwa „großer, zerstörerischer Lärm“ heißt, wird sie Pororoca genannt. Voraussetzung für die Entstehung dieses Phänomens ist das Zusammentreffen von niedrigem Wasserstand (während etwa 3 Wochen um Februar/März) im gefällearmen Amazonas mit einer Springflut bei Neu- oder Vollmond. Von den Anwohnern wegen ihrer Zerstörungskraft gefürchtet, zieht die Pororoca Surfer aus aller Welt an.

### Gewässerfarben

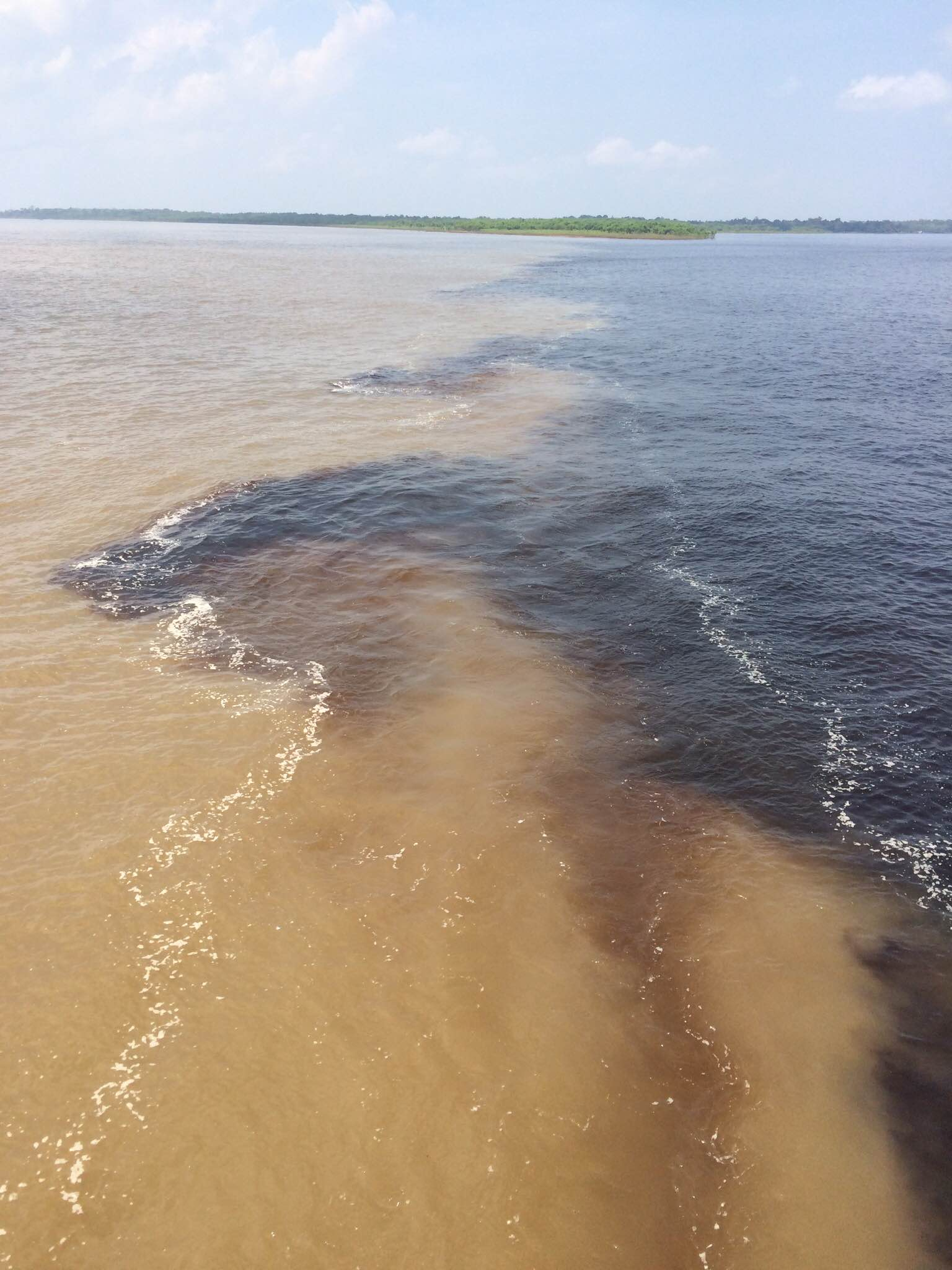
Sichtbare Abgrenzung zwischen hellem Amazonaswasser und dunklem Wasser seines Nebenflusses Rio Negro

Der Amazonas hat eine hellbraune Färbung, die von der Sedimentfracht herrührt, die insbesondere aus den in den Anden liegenden Quellflüssen eingetragen wird. 90 Prozent der Sedimente, die der Amazonas mitführt, werden durch den Madeira, den Ucayali und den Marañón eingetragen. Diese Flüsse werden als Weißwasserflüsse bezeichnet.
Einige Zuflüsse kommen aber aus kristallinen Gebieten mit geringer Sedimentfracht, zum Beispiel der Rio Tapajós oder der Rio Xingu. Sie werden Klarwasserflüsse genannt.
Einige der Flüsse mit durchsichtigem Wasser erscheinen durch die in ihnen gelösten Huminsäuren dunkelbraun wie der Rio Negro. Sie werden Schwarzwasserflüsse genannt.
An den Zusammenflüssen unterschiedlich gefärbter Flüsse zeichnen sich die verschiedenen Farben der Wassermassen zum Teil kilometerweit ab.

## Entstehung
Vor dem Auseinanderbrechen des einstigen Großkontinents Gondwana floss ein Vorläufer des heutigen Amazonas (Uramazonas) in die entgegengesetzte Richtung, von Osten nach Westen, und mündete in den Pazifik. Neben Südamerika waren in der Landmasse Gondwanas nach Osten hin Afrika, der indische Subkontinent, Australien und Antarktika vereint.
Einer Hypothese zufolge lag die Quelle des Amazonas bis vor 130 Millionen Jahren noch wesentlich weiter östlich, mitten im heutigen Afrika, im Ennedi-Massiv im Nordosten der Republik Tschad. Dann wäre mit einer Länge von etwa 14.000 km der Ur-Amazonas der längste bekannte Fluss der Erdgeschichte. Ein derart langer hypothetischer Oberlauf wird aber angezweifelt, da auf dem afrikanischen Kontinent weder eine entsprechende Tallinie noch sonstige Relikte festgestellt werden konnten.
Nachdem Gondwana auseinandergebrochen war, driftete die südamerikanische Lithosphärenplatte nach Westen. Das Amazonasbecken war somit von den einstigen Quellgebieten des Uramazonas abgeschnitten, und am Ostrand des Gebietes fielen die Flusstäler trocken. Zugleich falteten sich an der Westküste des Kontinents die Anden auf, da sich seitdem die Südamerikanische Platte auf die Pazifische Platte schob. Aufgrund der damit verbundenen Sperrung des Abflusses kehrte sich vor etwa 10 bis 15 Millionen Jahren der Flusslauf um. Weil aber zunächst im Zentrum des Amazonasbeckens eine Hebung stattfand, geschah dies in zwei Phasen: Während die Osthänge bereits über einen Amazonas-Vorläufer in den Atlantik entwässerten, bildeten sich auf der Westseite riesige Binnenseen, deren Ablagerungen heute großteils den Untergrund der Terra firme ausmachen. Erst als diese Seen nach rund fünf Millionen Jahren ebenfalls nach Osten entwässerten, konnte sich das heutige Flussnetz entwickeln.
Dies erklärt zum einen, warum die Flussniederung des Amazonas ungewöhnlicherweise zur Mündung hin schmaler wird, und zum anderen, warum sich im Oberlauf des Amazonas, tausende Flusskilometer von der Meeresküste entfernt, Tiere wie Rochen, Garnelen, Seekühe, Delfine und sogar Haie finden. Einige der Tierarten gerieten eventuell in den Amazonas, als dieser noch in den Pazifik mündete, und wurden später vom Meer abgeschnitten.

## Flora und Fauna

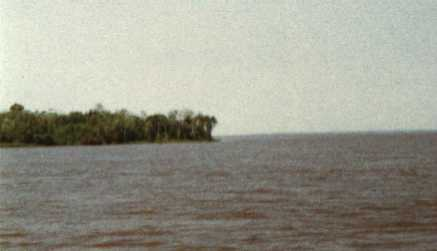
Schwimmende Insel im Amazonas

Es sind über 1500 verschiedene Fischarten bekannt, deren Lebensraum das Flusssystem des Amazonas ist. Der Fischreichtum spiegelt sich auch in den Speisekarten wider. Zu den wichtigsten Speisefischen zählen: Tambaquí (Colossoma macropomum), Jaraqui, Filhote, Tucunaré (Cichla spp.), Pirarucú (Arapaima gigas). Darüber hinaus gibt es eine Vielzahl von regional vorkommenden Fischen, darunter Arten von Piranhas, den urzeitlich aussehenden Tamuatã (Hoplosternum littorale) und andere.
Zu den besonders bedrohten Tierarten, die den Amazonas besiedeln, gehören der Amazonas-Manati (Trichechus inunguis) und der rosafarbene Amazonasdelfin (Inia geoffrensis; port. Boto cor-de-rosa).
Im Amazonas schwimmen grüne Inseln, die sich aus miteinander verhakten mitgeschwemmten Bäumen oder bei Hochwasser aus losgerissenen Wasserpflanzen und über Wurzeln vernetzten Grasinseln entwickeln. Sie können über 100 Meter lang werden und bilden ein eigenes Biotop.
Eine weitere Besonderheit sind so genannte Teufelsgärten, Monokulturen von Rötegewächsen.

## Bedrohung des Ökosystems
Nicht nur der Regenwald im Amazonasgebiet wird von den Menschen langsam zerstört, auch der Lebensraum im Fluss wird geschädigt. Goldgräber haben in den vergangenen zehn Jahren mehr als 2000 Tonnen Quecksilber in den Amazonas geleitet. Durch kontaminiertes Wasser und die Luft gelangt es in die Nahrungskette. Gleichzeitig beschleunigt der Abbau von Gold die Entwaldung der Amazonas-Region. Schwerpunkte der Goldgräber befinden sich in Bolivien, Suriname, Guyana und Französisch-Guyana.
2005 wurde das Amazonasgebiet von einer bis dahin seltenen Dürre heimgesucht. Zwischen Juli und Oktober 2010 gab es eine zweite Dürrewelle. Auch 2024 war wieder ein Dürrejahr. Dürre führte insbesondere in Verbindung mit Waldbränden zu ökologischen und ökonomischen Rückkoppelungseffekten, welche die Bedrohung des Ökosystems Amazonas beschleunigen.
Die fortschreitende Rodung der Urwälder setzt zudem die Nährstoffe im Boden der Auswaschung und Lösung durch die hohen Niederschläge aus. Hauptursache der Vernichtung des Amazonaswaldes ist die Fleischproduktion. Rund 70 Prozent des vernichteten Tropenwaldes wurden für Viehweiden gerodet, ein Großteil des Restes für den Futtermittelanbau. Insbesondere unter Jair Bolsonaros Regierungspolitik seit Januar 2019 leidet das Amazonasgebiet „unter wachsender Ungleichheit, zunehmender Aneignung von Land, vermehrter Okkupationswirtschaft und einer Lockerung der Umweltschutzgesetze, während seine Beschützer zunehmend kriminalisiert und ermordet und, angestiftet von der Agrarindustrie, immer mehr Brände gelegt werden.“
Insgesamt wurden bis 2017 rund 20 Prozent des Amazonasregenwaldes entwaldet.

## Anwohner

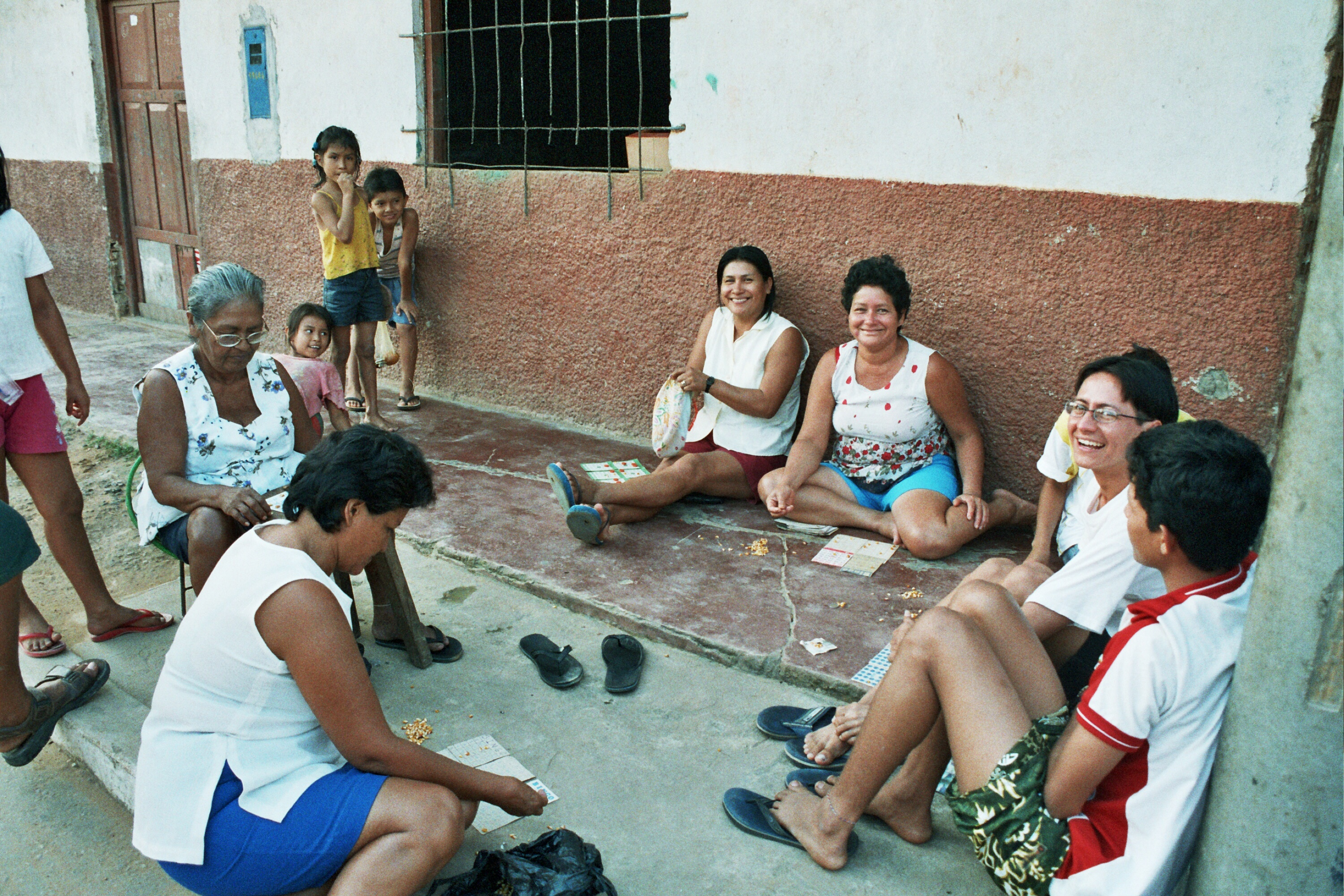
Frauen in Yurimaguas (Peru) spielen Bingo mit Maiskörnern

In der Amazonasregion leben etwa eine Million Angehörige indigener Gruppen. Ihre Territorien werden in Brasilien von der dortigen Indianerbehörde FUNAI demarkiert. In Brasilien wurden bislang über eine Million Quadratkilometer als Indianerreservate (Terra Indígena) ausgewiesen. Der weitaus größte Teil entfällt auf die Bundesstaaten des Amazonasbeckens und entspricht etwa 20 Prozent von deren Fläche. In diesen Gebieten leben 150 indigene Völker. Dennoch kommt es in den Indianergebieten teilweise zu heftigen Auseinandersetzungen mit eindringenden Goldsuchern (Garimpeiros) und Holzunternehmern. Die Bewohner, die direkt an Flüssen leben – aufgrund der Hochwassergefahr oft in einfachen Hütten auf Stelzen –, werden Caboclos genannt. Sie leben oft vom Fischfang, der Herstellung von Kautschuk, etwas Viehzucht sowie dem Verkauf von Paranüssen und Früchten auf nahe gelegenen Märkten.

## Verkehr

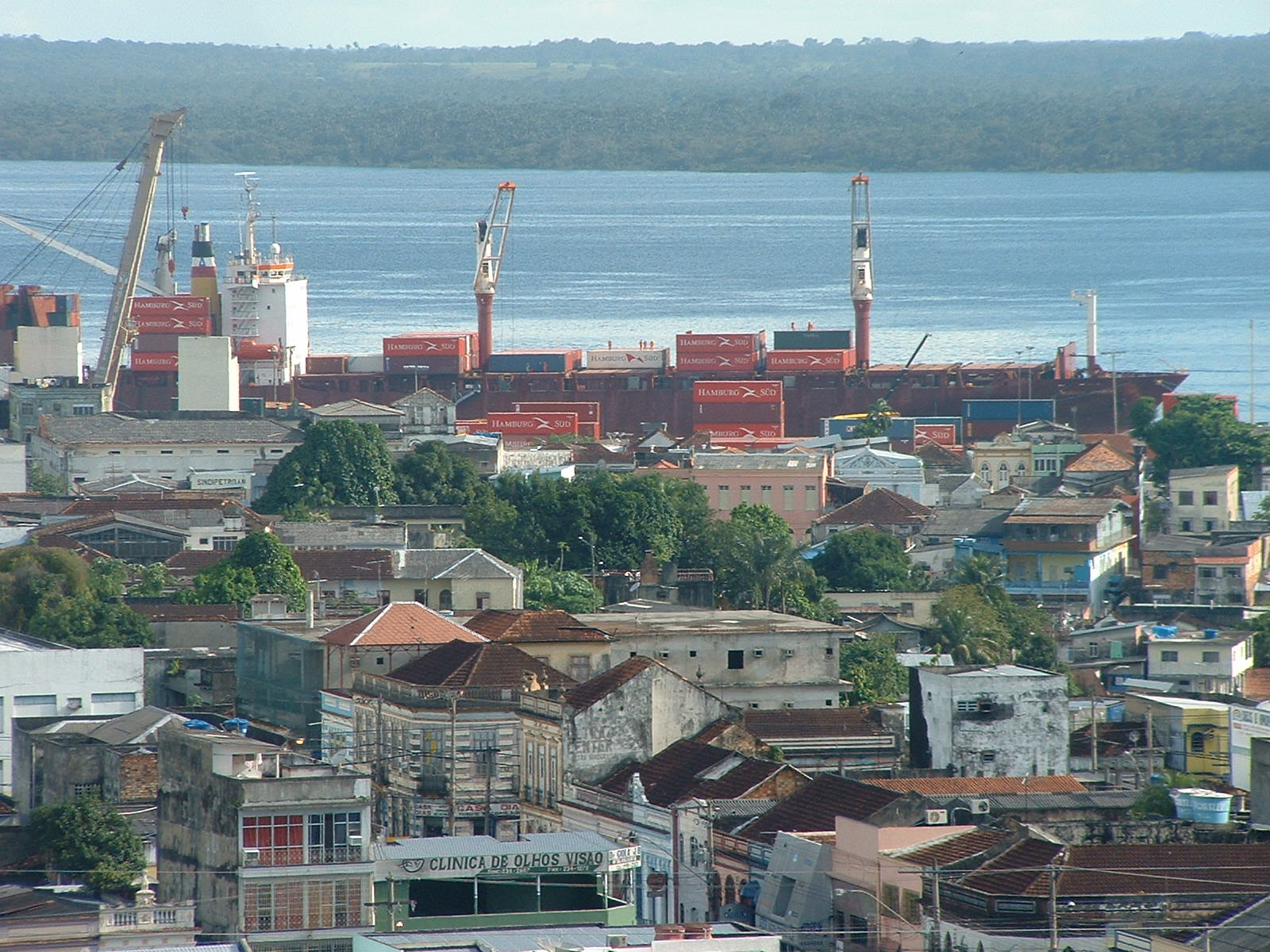
Ein Containerschiff im Hafen von Manaus (im Hintergrund der Rio Negro)

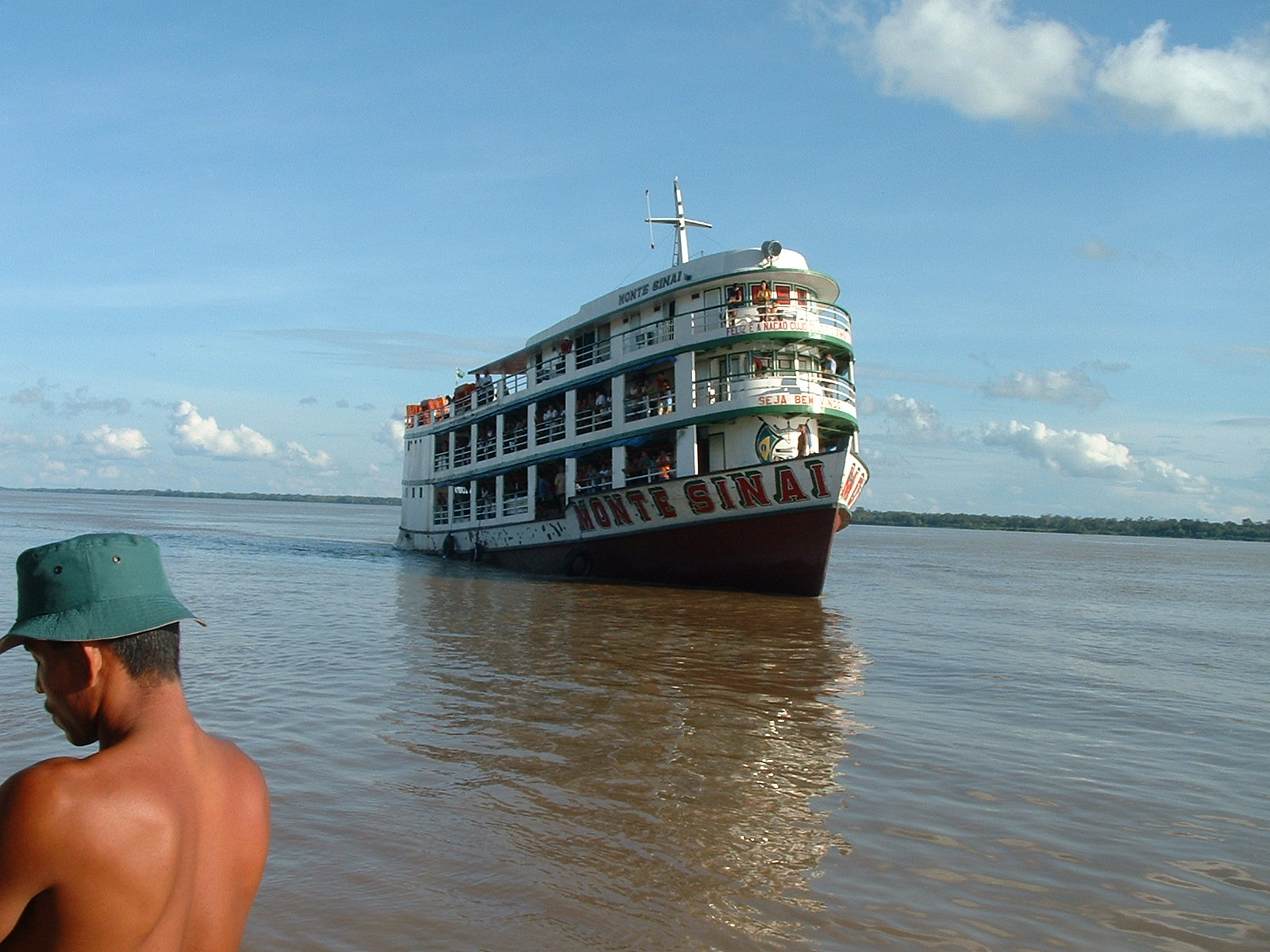
Ein typisches regionales Güter- und Passagierschiff der Amazonasregion

Der Fluss ist auch heute noch Hauptverkehrsader des Amazonasgebiets, insbesondere für den Gütertransport. Uferbegleitende Fernstraßen und Schienenwege gibt es kaum. Die meisten Städte sind mit Linienflügen zu erreichen, diese sind jedoch für einen großen Teil der Bewohner des Amazonasgebietes nicht erschwinglich, weswegen die typischen regionalen Schiffe benutzt werden. Der Großteil der Passagiere übernachtet in der mitgebrachten Hängematte. Im unteren Teil des Schiffes werden Güter transportiert. Stromab nutzen die Schiffe die Hauptströmung, stromauf werden die zahlreichen begleitenden Wasserwege mit geringerer Strömung bevorzugt.
Der Amazonas ist von der Atlantikküste bis Manaus mit Ozeanschiffen befahrbar. Selbst die Nebenflüsse Rio Tapajos und Rio Negro werden mit Kreuzfahrtschiffen befahren. In Manaus und inzwischen auch in Iquitos in Peru können diese großen Schiffe anlanden. Ab dem Mündungsgebiet verläuft der Hauptschifffahrtsweg über den rund 300 Meter breiten Canal de Breves südlich um die Insel Marajó herum nach Belém.
Straßen sind während der Regenzeit meist unpassierbar. Es gibt keine Straßen- oder Eisenbahnbrücke über den Amazonas oder den Rio Solimões. Der Rio Negro wird seit 2011 bei Manaus, kurz vor der Mündung in den Amazonas von der Ponte Rio Negro überquert.

## Geschichte der Entdeckung und Erforschung
Die Mündung des Amazonas wurde im Frühjahr 1500 von dem Spanier Vicente Yáñez Pinzón als erstem europäischen Seefahrer besucht.
Auf einer Expedition unter Führung von Gonzalo Pizarro, die eigentlich auf der Suche nach dem legendären Zimtland war, gelangte Francisco de Orellana 1541 gemeinsam mit Pizarro aus Quito im heutigen Ecuador kommend über den Río Napo nach Amazonien und befuhr nach seiner unglücklichen Trennung von der Hauptgruppe mit seiner Mannschaft als erster Europäer den Amazonas bis zur Atlantikmündung. Er gab dem Río Negro aufgrund der auffälligen Farbphänomene an dessen Einmündung seinen Namen und erreichte am 12. Februar 1542 als erster europäischer Entdecker den Hauptstrom des Amazonas, den er am 24. Juli 1542 nach den sagenhaften Kriegerinnen benannt haben soll. Am 26. August 1542 erreichte die Expedition den Atlantik und Orellana wandte sich nach Norden und fuhr an der Küste entlang Richtung Venezuela weiter. Nach dieser Fahrt wurde der neu entdeckte Flusslauf eine Zeitlang auch nach ihm Río Orellana genannt.
Etwa zwanzig Jahre später erreichte eine Gruppe von Abenteurern, die eigentlich auf der Suche nach dem legendären Goldland Eldorado waren, ebenfalls von Quito herkommend unter der Führung von Pedro de Ursúa im September 1560 zum zweiten Mal den Amazonas. Auf dieser Fahrt kam es zur Rebellion und Ermordung Ursúas und vieler Mitreisender durch den Konquistador Lope de Aguirre, der die Führung der Gruppe an sich riss, König Philipp II. von Spanien die Gefolgschaft aufkündigte und eine Schreckensherrschaft errichtete. Aguirre erreichte die Mündung des Amazonas im Juni 1561 und setzte die mitgeführten peruanischen Hochlandindianer dort im Urwald aus, bevor er sich aufs Meer begab und im Juli 1561 die vor der Küste Venezuelas gelegene Isla Margarita erreichte.
Von Oktober 1637 bis Dezember 1639 befuhr Pedro Teixeira den Amazonas zum ersten Mal flussaufwärts bis zur Quelle des Napo und die gesamte Strecke wieder zurück.
Samuel Fritz, ein deutscher Jesuitenmissionar, kartographierte den Amazonas 1707 als Erster. Der Franzose Charles Marie de La Condamine erforschte den Amazonas zwischen 1743 und 1745.
Viele Südamerikaforscher erkundeten den Amazonas, darunter die Deutschen Alexander von Humboldt – er erklärte die Gabelung von Orinoko und Amazonas (Bifurkation) –, Georg Heinrich von Langsdorff und Eduard Friedrich Poeppig sowie der Erforscher des Quellgebietes, Wilhelm Sievers.
Unter anderem haben die beiden deutschen Forscher und Naturwissenschaftler Johann Baptist von Spix und Carl Friedrich Philipp von Martius weite Teile des Amazonas befahren und wesentliche Beiträge zur Erforschung der noch immer unüberschaubaren Tier- und Pflanzenwelt des Amazonasgebietes geleistet.

## Wassersportliche und andere Rekorde
Am 1. Februar 2007 startete der Slowene Martin Strel im Alter von 52 Jahren einen Rekordversuch im (Längs-)Durchschwimmen des Amazonas. Er legte dabei innerhalb von 66 Tagen insgesamt 5268 km den Fluss entlang zurück. Er begann seinen Rekordversuch in Peru in dem Dschungelort Atalaya und beendete ihn in der brasilianischen Stadt Belém.
Der Brasilianer Picuruta Salazar surfte 37 Minuten und über etwa 12 km auf der Pororoca-Welle.
Der Brite Ed Stafford schaffte als erster Mensch eine Wanderung von der Quelle des Amazonas bis zur Mündung. Er brauchte für diese Reise von 6400 km 859 Tage (April 2008 bis August 2010).

## Dokumentationen
- Ur-Amazonas - Fluss aus der Wüste TV-Dokumentation, Österreich (ORF) 2000, mitwirkend: Sepp Friedhuber (Geologe), Herbert Habersack (Geologe).
- Die größten Flüsse der Erde – Der Amazonas. (Originaltitel: Earth's Great Rivers – Season 1.) TV-Dokumentation (1. Teil einer dreiteiligen Folge) von Mark Flowers, GB (BBC) 2019, deutsche Synchronfassung (ARD) 2019.